# Alain Prost
Alain Marie Pascal Prost (franceză: [alɛ̃ pʁɔst]; n. 24 februarie 1955, Lorette, Loire, Franța) este un fost pilot de curse francez și proprietar de echipă de Formula 1. De patru ori campion mondial în Formula 1, din 1987 până în 2001 a deținut recordul pentru cele mai multe victorii în cursă, până când Michael Schumacher a depășit totalul de 51 de victorii ale lui Prost la Marele Premiu al Belgiei din 2001. În 1999, Prost a primit Premiul Mondial pentru Sport al Secolului la categoria sporturi cu motor.
Prost și-a făcut debutul în Formula 1 cu echipa McLaren în 1980 la vârsta de 24 de ani. El a terminat în puncte la debut – pe Autodromul San Martin din Buenos Aires, Argentina, unde a urcat primul său podium un an mai târziu – și a câștigat prima lui cursă tot un an mai târziu, la Marele Premiu de acasă din Franța, conducând pentru echipa Renault.
În anii 1980 și începutul anilor 1990, Prost a format o rivalitate sportivă acerbă, în special cu Ayrton Senna, dar și Nelson Piquet și Nigel Mansell. În 1986, la Adelaide, în ultima cursă a sezonului, i-a învins pe Mansell și Piquet de la Williams pentru a cuceri titlul mondial, după ce Mansell s-a retras târziu în cursă, iar Piquet a intrat la boxe pentru o oprire de precauție târzie. Senna s-a alăturat lui Prost la McLaren în 1988 și cei doi au avut o serie de ciocniri controversate, inclusiv o coliziune la Marele Premiu al Japoniei din 1989, care i-a oferit lui Prost al treilea campionat mondial din palmares. Un an mai târziu, în același loc, s-au ciocnit din nou, dar de data aceasta Prost, care conducea pentru Ferrari, a avut de pierdut. Înainte de sfârșitul unui sezon 1991 fără victorii, Prost a fost concediat de Ferrari pentru critica sa publică la adresa echipei. După un concediu sabatic în 1992, s-a alăturat echipei Williams, ceea ce l-a determinat pe Mansell, campionul en-titre, să plece în CART. Cu o mașină competitivă, Prost a câștigat campionatul din 1993 și s-a retras din cursele de Formula 1 la sfârșitul anului.
În 1997, Prost a preluat echipa franceză Ligier, redenumind-o în Prost Grand Prix până la falimentul ei în 2002. Din 2003 până în 2012 a concurat pentru Trofeul Andros, care este un campionat de curse pe gheață, luând 38 de victorii și câștigând campionatul de 3 ori.
Prost a folosit un stil neted și relaxat la volan, modelându-se după eroi personali precum Jackie Stewart și Jim Clark. A fost supranumit „Profesorul” pentru abordarea sa intelectuală a competiției. Deși nu era un nume la care ținea în mod deosebit, el avea să admită mai târziu că era o rezumare adecvată a modului de abordare a curselor sale. Abil în a-și configura mașina pentru condițiile de cursă, Prost își conserva adesea frânele și anvelopele la începutul unei curse, lăsându-le mai proaspete pentru o provocare spre final.

## Cariera în Formula 1
| Sezon | Echipă                         | Număr puncte | Loc clasament general |
| ----- | ------------------------------ | ------------ | --------------------- |
| 1980  | Marlboro Team McLaren          | 5            | 16                    |
| 1981  | Equipe Renault Elf             | 43           | 5                     |
| 1982  | Equipe Renault Elf             | 34           | 4                     |
| 1983  | Equipe Renault Elf             | 57           | 2                     |
| 1984  | Marlboro McLaren International | 71,5         | 2                     |
| 1985  | Marlboro McLaren International | 73           | 1                     |
| 1986  | Marlboro McLaren International | 72           | 1                     |
| 1987  | Marlboro McLaren International | 46           | 4                     |
| 1988  | Honda Marlboro McLaren         | 87           | 2                     |
| 1989  | Honda Marlboro McLaren         | 76           | 1                     |
| 1990  | Scuderia Ferrari               | 71           | 2                     |
| 1991  | Scuderia Ferrari               | 34           | 5                     |
| 1992  | Ligier Gitanes Blondes         | Pilot teste  | -                     |
| 1993  | Canon Williams Renault         | 99           | 1                     |